# Секстет
Сексте́т (итал. sextetto, от лат. sextus — «шестой») — музыкальный ансамбль из шести музыкантов-исполнителей, вокалистов или инструменталистов.

## Общие сведения
Ансамбль из шести исполнителей-инструменталистов или вокалистов. В камерно-инструментальной музыке секстеты могут быть однородными (шесть струнных смычковых, шесть деревянных духовых, шесть медных духовых инструментов и т. д.) и смешанными (смычковые с фортепиано, с духовыми инструментами, с арфой и т. д.). Секстет, обычно именуемый фортепианным, включает, как правило, фортепиано и струнный квинтет.
Первые секстеты появились в эпоху барокко в вокальной и инструментальной музыке. Первыми примерами такого музицирования в вокальной музыке можно назвать мадригалы Джованни Палестрины, Уильяма Бёрда, Орландо ди Лассо, Томаса Луиса де Виктории Примерами произведений в инструментальном исполнительстве можно назвать секстеты для виол Уильяма Бёрда.

В XIX веке секстет сложился как инструментальный цикл. Среди секстетов для струнных следует отметить Луи Шпора соч. 140 (1848), два секстета Иоганнеса Брамса — соч. 18 (1860) и соч. 36 (1865), соч. 44 Нильса Вильгельма Гаде (1863), соч. 48 Антонина Дворжака (1878), «Воспоминание о Флоренции» соч. 70 П. И. Чайковского (1890), «Просветлённая ночь» соч. 4 Арнольда Шёнберга (1899), соч. 118 Макса Регера (1910), соч. 10 Эриха Вольфганга Корнгольда (1916), соч. 45 Эрвина Шульгофа (1924), соч. 92 Венсана Д’Энди (1927).

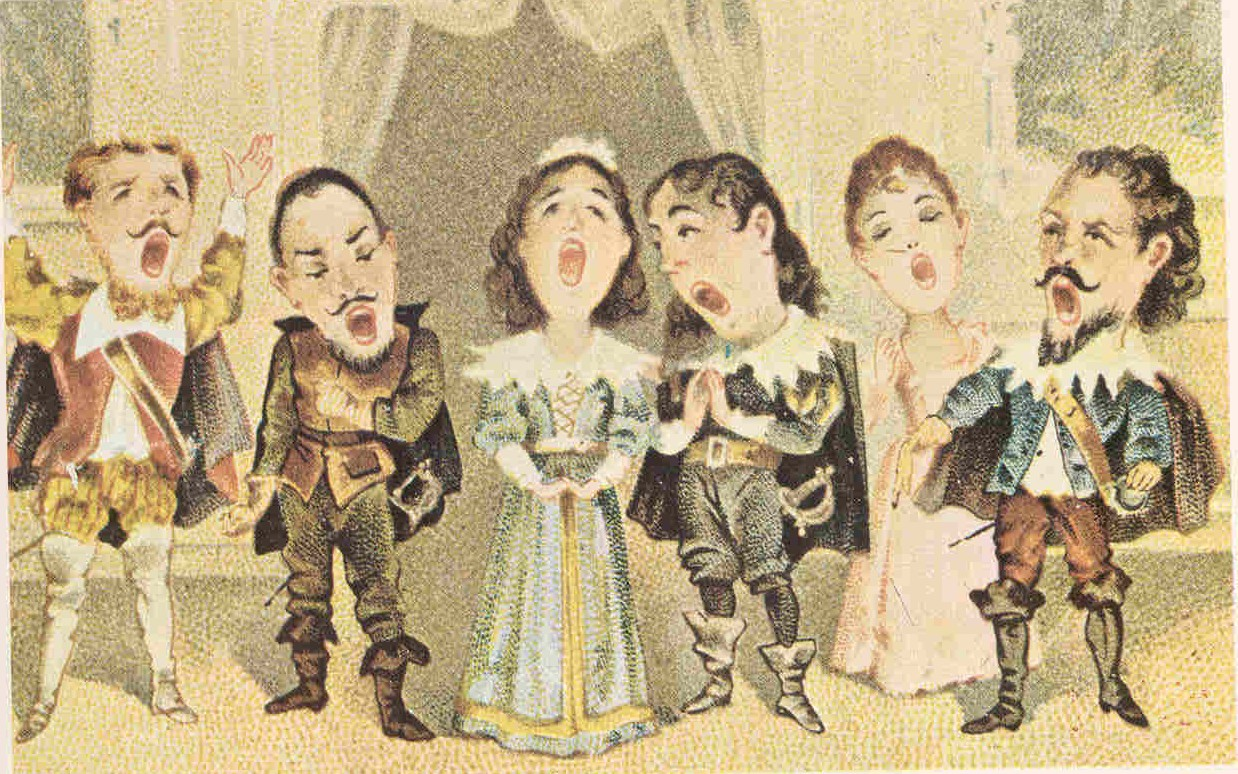
Карикатура XIX века на вокальный секстет из оперы Доницетти «Лючия ди Ламмермур»

Примером секстета для деревянно-духового квинтета и фортепиано может служить секстет Михаила Ивановича Глинки, секстет Франциса Пуленка, секстет Богуслава Мартину. Также следует отметить чисто духовой секстет Людвига ван Бетховена, секстет для флейт Луиджи Боккерини и секстет Стивена Райха для ударных (1984).
Встречаются секстеты, в названиях которых нет указания на наличие именно шести исполнителей, например «Воспоминание о Флоренции», «Просветлённая ночь», «Увертюра на еврейские темы» и другие.
Существуют также музыкальные коллективы, которые являются по своему составу секстетом (The King’s Singers) или даже обыгрывают это в своём названии (Take 6).